# Mariensäule (Weilheim in Oberbayern)

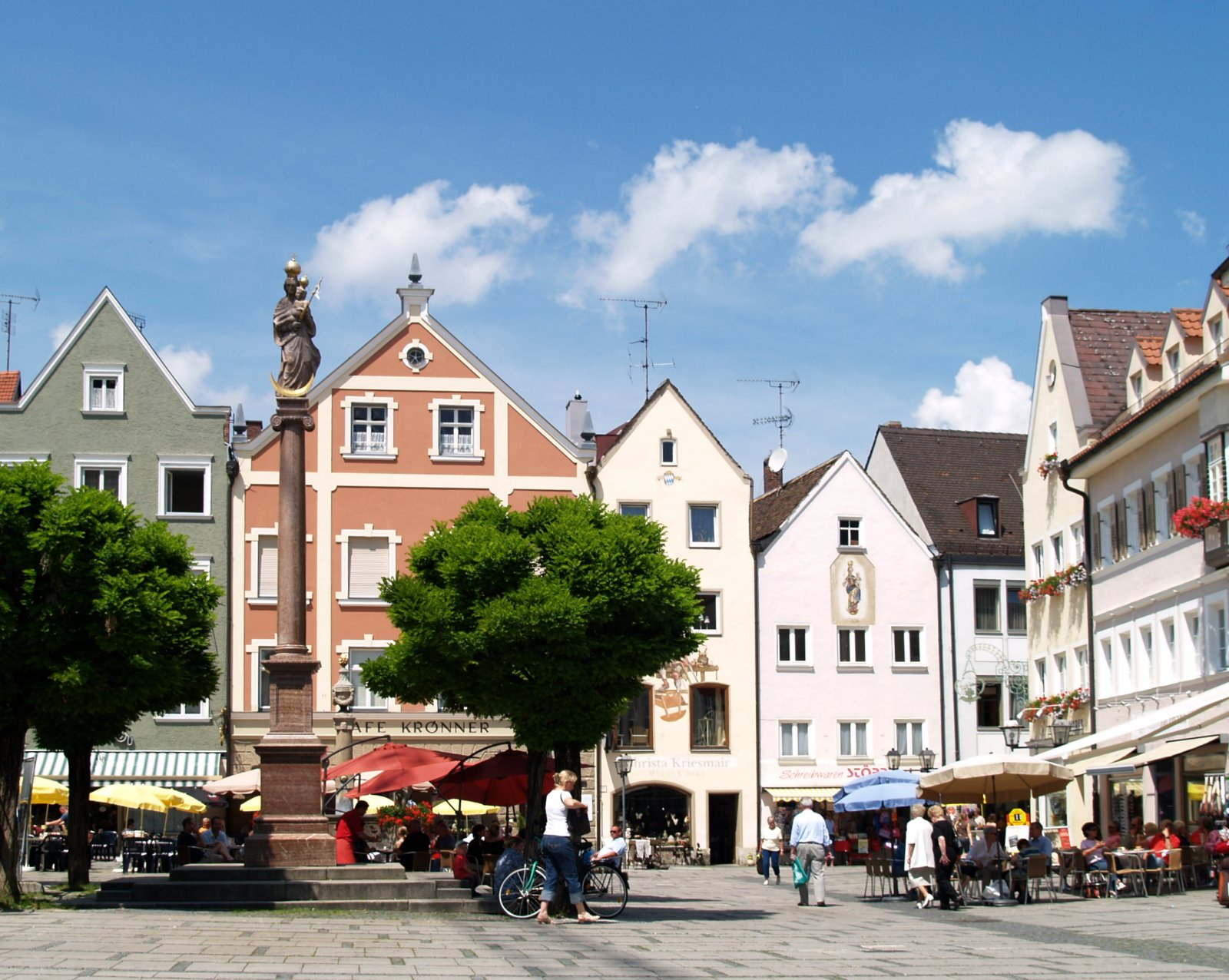
Mariensäule in Weilheim in Oberbayern

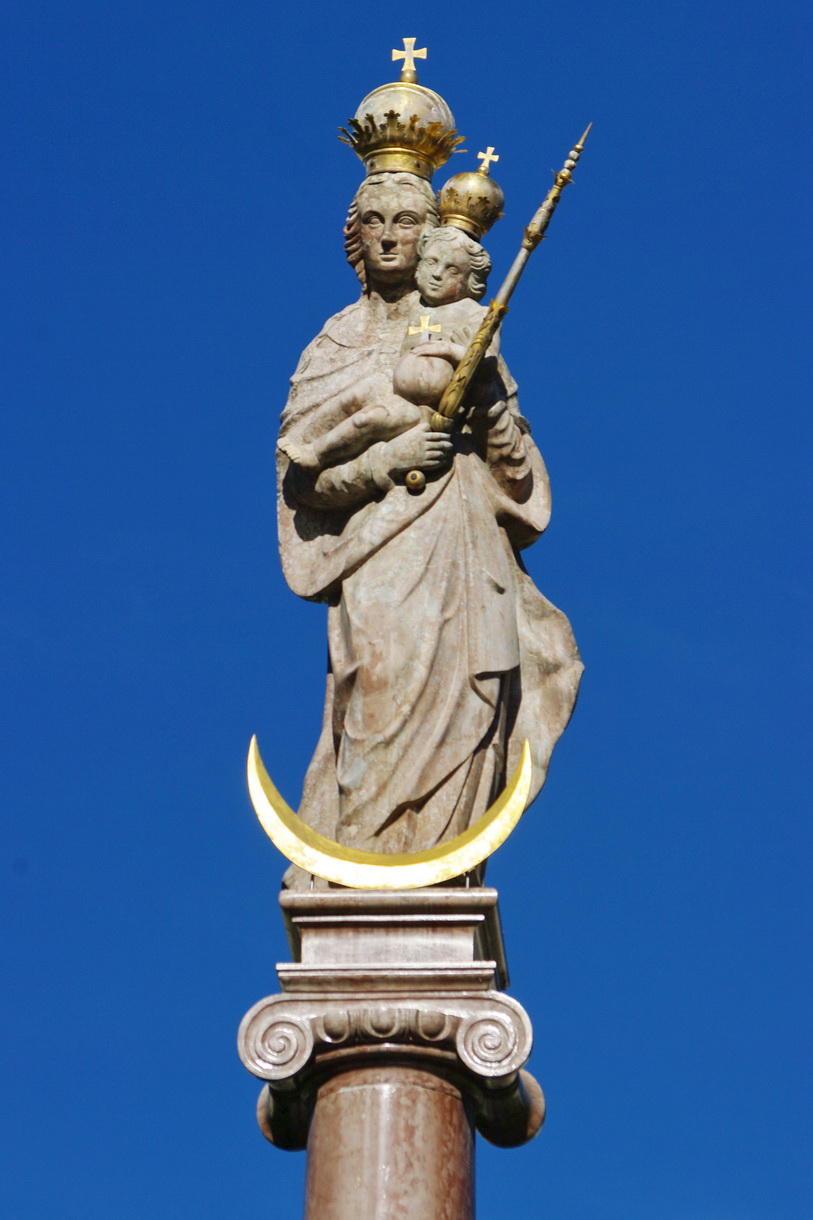
Madonna mit Kind

Die Mariensäule in Weilheim in Oberbayern, einer Stadt im Landkreis Weilheim-Schongau, wurde 1698 errichtet und 1857 ergänzt. Die Mariensäule am Marienplatz ist ein geschütztes Baudenkmal.
Die barocke Statue ist eine Mondsichelmadonna auf einer hohen Säule mit doppeltem Postament. Maria hält auf dem linken Arm das Jesuskind, das wie sie eine Krone trägt; in der rechten Hand hält sie als Himmelskönigin ein Szepter.